# دونالد جاي ماكونيل
دونالد جاي ماكونيل (بالإنجليزية: Donald J. McConnell)‏ هو دبلوماسي أمريكي، ولد في 1939 في أوهايو في الولايات المتحدة.